# Horsemaning

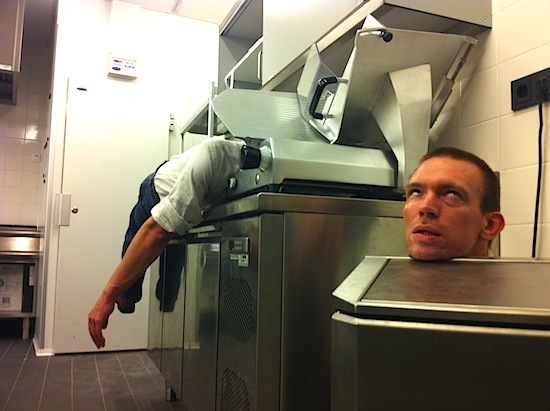

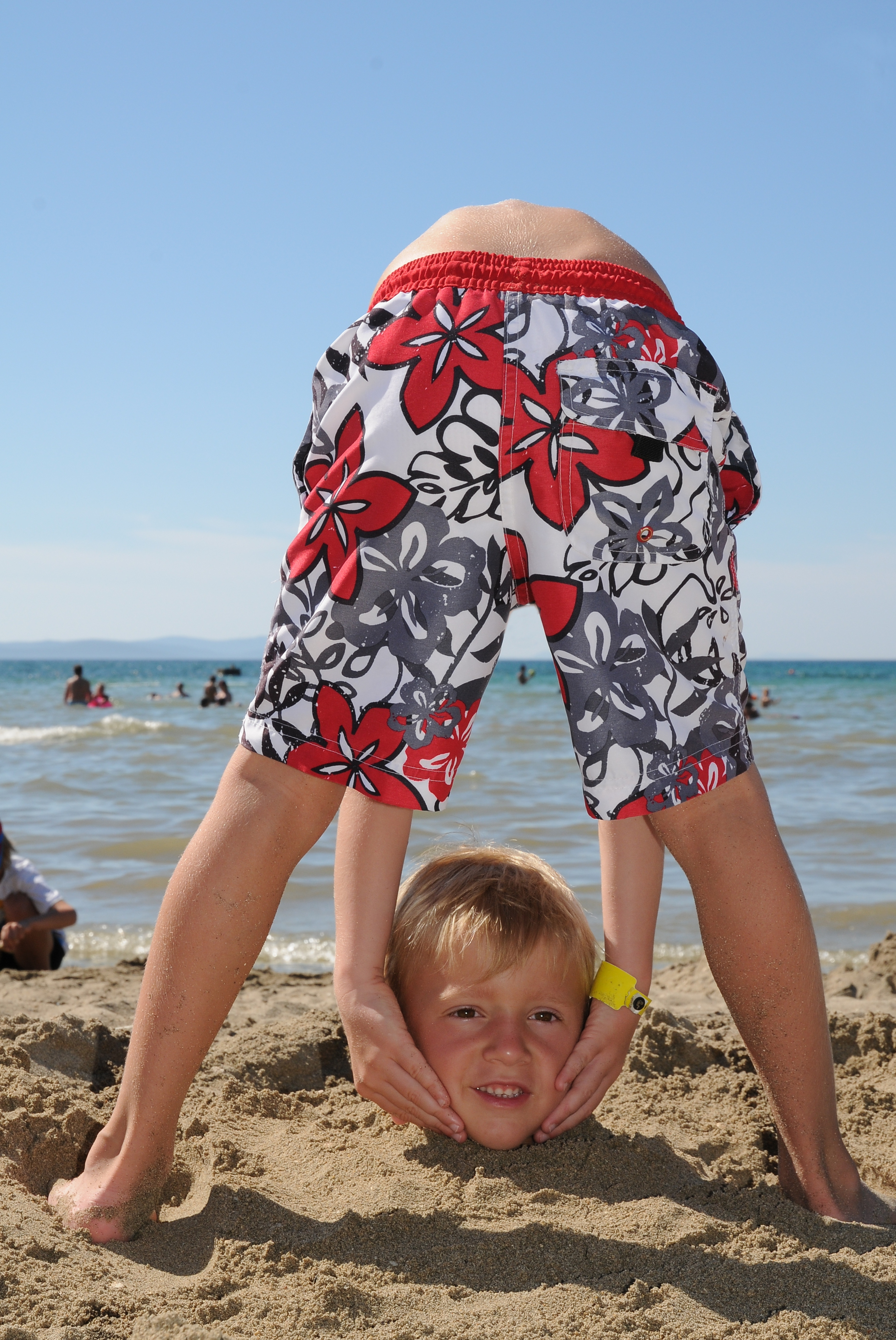

Horsemaning (of Horsemanning) is een terugkerende rage waarbij individuen foto's maken waarop twee mensen staan afgebeeld op een zodanige manier dat het lijkt alsof het hoofd van het lichaam is gescheiden. 

## Herkomst
De term "Horsemaning" verwijst naar de Headless Horseman, ofwel de onthoofde ruiter, uit The Legend of Sleepy Hollow. Het was populair in de jaren 1920 en raakte weer populair op internet vanaf ongeveer 2011. Over het verschijnsel ontstonden verschillende blogs en ook de media spraken erover. Na een periode van ongeveer 4 maanden waarin foto's via smartphones en blogs gedeeld werden doofde de rage uit. 

## Beschrijving
Om een foto te maken in het genre van Horsemaning zijn minstens twee mensen nodig. De ene persoon zorgt ervoor dat haar of zijn hoofd niet op de foto staat, terwijl de andere juist alleen met het hoofd wordt afgebeeld. 
Rond dezelfde tijd waren er nog een paar andere rages rondom het maken van geënsceneerde foto's, waarvan de bekendste Planking en Owling waren. Soms worden al deze memes over dezelfde kam geschoren, maar dat doet de individuele memes tekort. Bij Planking is het de bedoeling dat de afgebeelde persoon zichzelf stijf als een plank houdt en bijvoorbeeld afgebeeld wordt op een locatie die daarvoor niet erg geschikt lijkt. Bij Owling neemt iemand de pose aan van een oehoe en is het vaak zo dat dit gebeurt op een locatie op hoogte, zoals op een dakgoot of reclamebord. Deze twee memes zijn echter solitaire bezigheden, terwijl horsemaning per definitie teamwork is.